# Cladonia polycarpoides
Cladonia polycarpoides Nyl. (1894), è una specie di lichene appartenente al genere Cladonia,  dell'ordine Lecanorales.
Il nome proprio deriva dal greco πολὺ, cioè poly, che significa molto, in abbondanza, e καρπὸς, cioè carpòs, che significa frutto e οἶδα, cioè òida, che significa simile, che somiglia a, ad indicare che generano molte strutture di aspetto simile a quelle fruttifere alla sommità degli apoteci.

## Caratteristiche fisiche
Il sistema di riproduzione è principalmente sessuale. Il fotobionte è principalmente un'alga verde delle Trentepohlia, di preferenza una Trebouxia.

## Habitat
Questa specie si adatta soprattutto a climi di tipo temperato. Rinvenuta su suoli minerali e calcarei in spazi aperti e soleggiati su gobbette di suolo o su grandi ciottoli isolati. Predilige un pH del substrato intermedio fra molto acido e subneutro fino a subneutro puro. Il bisogno di umidità è mesofitico.

## Località di ritrovamento
La specie è stata rinvenuta nelle seguenti località:
- USA (Illinois, Indiana, Maine, Maryland, New Jersey, New York, Ohio, Missouri, Michigan, Iowa, Colorado, Pennsylvania, Rhode Island, Nebraska, Alabama, Carolina del Sud, Virginia Occidentale, Vermont, Texas, Louisiana, Wisconsin);
- Germania (Sassonia-Anhalt, Turingia, Baden-Württemberg, Renania Settentrionale-Vestfalia, Sassonia, Renania-Palatinato, Essen, Brandeburgo);
- Cina (Hebei, Heilongjiang, Hubei);
- Austria, Brasile, Finlandia, Giappone, Isole Canarie, Lussemburgo, Mongolia, Norvegia, Nuova Caledonia, Oceania, Papua Nuova Guinea, Polonia, Repubblica Ceca, Svezia, Ungheria.

In Italia questa specie di Cladonia è estremamente rara:
- Trentino-Alto Adige, da rara a molto rara nella valli
- Val d'Aosta, rara nelle valli
- Piemonte, non è stata rinvenuta
- Lombardia, rara nelle zone alpine e di confine col Trentino; estremamente rara nelle zone pedemontane, non rinvenuta altrove
- Veneto, non è stata rinvenuta
- Friuli, rara nelle zone alpine e di confine col Veneto; estremamente rara nelle zone pedemontane, non rinvenuta altrove
- Emilia-Romagna, non è stata rinvenuta
- Liguria, da rara ad estremamente rara lungo l'arco ligure occidentale
- Toscana, non è stata rinvenuta
- Umbria, non è stata rinvenuta
- Marche, non è stata rinvenuta
- Lazio, non è stata rinvenuta
- Abruzzi, da rara nelle zone interne ad estremamente rara nelle zone litoranee
- Molise, non è stata rinvenuta
- Campania, non è stata rinvenuta
- Puglia, non è stata rinvenuta
- Basilicata, non è stata rinvenuta
- Calabria, non è stata rinvenuta
- Sicilia, non è stata rinvenuta
- Sardegna, rara nel Gennargentu e nel nuorese, estremamente rara nel resto del versante occidentale, non rinvenuta altrove.[4]

## Tassonomia
Questa specie e di incerta attribuzione per quanto concerne la sezione di appartenenza; a tutto il 2008 sono state identificate le seguenti forme, sottospecie e varietà:
- Cladonia polycarpoides f. epiphylla (Robbins) J.W. Thomson (1968).
- Cladonia polycarpoides f. pleurocarpa (Robbins) J.W. Thomson (1968).
- Cladonia polycarpoides f. polycarpoides Nyl. (1894).
- Cladonia polycarpoides f. ramosa (Dix) J.W. Thomson (1968).
- Cladonia polycarpoides f. squamulosa (Robbins) J.W. Thomson (1968).